# Bremuitbreekkogeltje
Het bremuitbreekkogeltje (Diaporthe inaequalis) is een schimmel in de familie Diaporthaceae. Het leeft saprotroof op dode twijgen van loofbomen.

## Kenmerken
De stromata op de gastheer zien eruit als kleine puisten en meten 0,2-0,5. De asci 70-110 × 9-15 µm. De ascosporen zijn breed ellipsoïdaal, ingesnoerd bij het septum, met een grote guttule in elkecel, en meten (12-)13-17(-18) × 5,5-9 µm.

## Verspreiding
In Nederland komt het zeldzaam voor.